# Harry Reid International Airport
Harry Reid International Airport er den største lufthavn i Las Vegas-dalen og er beliggende i Clark County, omkring 8 km fra byen Las Vegas i staten Nevada i USA. Lufthavnen dækker et areal på cirka 1.100 hektar med dens fire landingsbaner og to terminaler. Lufthavnen er opkaldt efter Harry Reid, der repræsenterede Nevada i senatet 1987-2017. Lufthavnen var i 2013 rangeret som den 24. travleste lufthavn i verden.